# Helmuth Schreiner

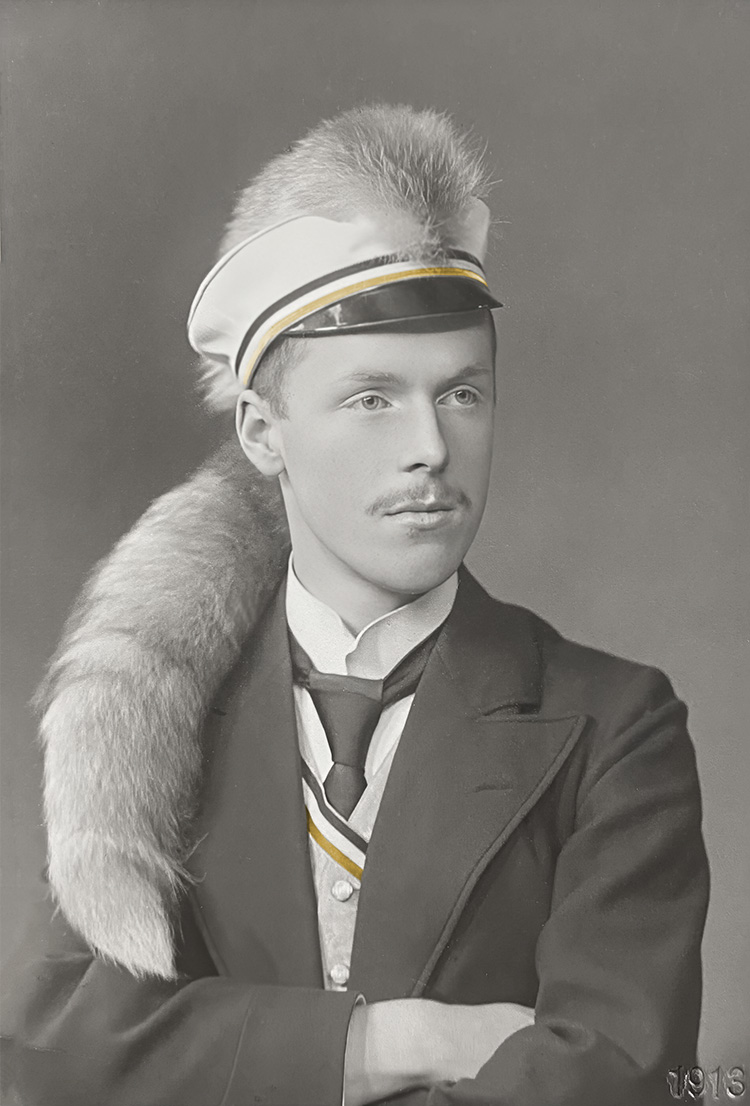
Helmuth Schreiner 1913 als Fuxmajor des Hallenser Wingolfs

Helmuth Moritz Schreiner (* 2. März 1893 in Dillenburg; † 28. April 1962 in Münster) war ein deutscher evangelisch-lutherischer Theologe.

## Leben
Schreiner studierte Theologie und Philosophie in Halle, Berlin und Bonn (unterbrochen durch Kriegseinsatz und Kriegsgefangenschaft). Von seinen Lehrern machte Martin Kähler den größten Eindruck auf ihn. Er wurde im Hallenser Wingolf aktiv, wo Carl Gunther Schweitzer sein Leibbursch war. Nach seinem Studium wurde er 1921 Leiter der Hamburger Stadtmission. Im gleichen Jahr promovierte er bei Paul Hensel in Erlangen zum Doktor der Philosophie. Als Nachfolger von Ernst Bunke wurde er 1926 Vorsteher des Johannesstifts in Berlin-Spandau. 1928 wurde er bei Friedrich Brunstäd in Rostock zum Doktor der Theologie promoviert. Im März 1932 erhielt er den theologischen Ehrendoktor der Berliner Universität.
Als Professor für Praktische Theologie an der Universität Rostock (ab 1931) gehörte er zu den Mitbegründern der Jungreformatorischen Bewegung. Im September 1933 suspendiert, wurde er 1937 seines Amtes enthoben und ging als Vorsteher eines Diakonissenmutterhauses nach Münster. Hier wurde er 1945 zum kommissarischen Dekan und 1946 zum Professor für Praktische Theologie an der Westfälischen Wilhelms-Universität berufen und gehörte bis zu seiner Emeritierung 1957 zu den wesentlichen Kräften im Wiederaufbau der Evangelisch-Theologischen Fakultät.
Bis 1929 war Helmuth Schreiner Mitglied der Deutschnationalen Volkspartei.

## Schriften

### Autor
- Reformatorisches und revolutionäres Christentum, Herborn: Oranien-Verlag 1923.
- Der Weg zu Gott und das Wunder, Herborn: Oranien-Verlag 1923.
- Das Geheimnis des dunklen Tores. Von der Wahrheit des Glaubens im Kampf unserer Zeit, Schwerin: Bahn 1924. 1928 [Ausg.] 1927, 3. stark erw. u. umgearb. Aufl.
- Vom Ringen um einen neuen Lebensgrund, Hamburg: [Agentur d. Rauhen Hauses] [1925].
- Der Ruin der freien Wohlfahrtspflege durch ihre Freunde, Schwerin i. Mecklb.: F. Bahn 1925.
- Das Christentum und die völkische Frage, Berlin-Dahlem: Wichern-Verlag 1925.
- Hauptprobleme der evangelischen Bahnhofsfürsorge, Berlin-Dahlem: Wichern-Verlag 1926.
- Geist und Gestalt. Vom Ringen um eine neue Verkündigung, Schwerin i. Mecklb.: F. Bahn 1926.
- Vom Recht zur Vernichtung unterwertigen Menschenlebens. Eine sozial-ethische Studie zum Verhältnis von Euthanasie und Wohlfahrtspflege (Arzt und Seelsorger / Heft 13), Schwerin i. Mecklb.: F. Bahn 1928, 2. Aufl.
- Vom dreifaltigen Reichtum des Wortes, Berlin-Spandau: Buchhandlung d. Ev. Johannesstiftes [1928], 2. Aufl.
- Heilen und Helfen, Berlin-Spandau: Evang. Johannesstift 1928.
- Aus einer Werkstatt der Hilfe, Berlin-Spandau: Evang. Johannesstift 1928.
- Zur Neugestaltung der Ehe, Berlin-Spandau: Buchh. d. Ev. Johannesstiftes 1929, 4. Aufl.
- Der Begriff der Verwahrlosung, Leipzig: Deichert 1929.
- Saat und Ernte, [Berlin-Spandau]: [Evang. Johannesstift] 1930.
- Pädagogik aus Glauben, Schwerin (Meckl.): F. Bahn 1930.
- Die Säkularisierung als Grundproblem der deutschen Kultur, Berlin-Spandau: Wichern-Verlag 1930.
- Der Nationalsozialismus vor der Gottesfrage. Illusion oder Evangelium?, Berlin-Spandau: Wichern 1932.
- Ethos und Dämonie der Liebe, Berlin: Wichern-Verl. 1933, 2., umgearb. u. erw. Aufl. d. Schrift: Zur Neugestaltung der Ehe (Gütersloh: Bertelsmann 1950, 3., umgearb. Aufl.).
- Von der Klarheit Gottes im Angesicht Jesu Christi, Schwerin: Bahn 1934.
- Ehre und Glaube, Berlin: Wichern-Verl. 1934.
- Das Kreuz Christi und die heldische Idee, Schwerin: Bahn 1934.
- Ernst Moritz Arndt, Berlin: Wichern-Verl. 1935.
- Der neue Mythus und der alte Glaube, Berlin: Wichern-Verl. [1935].
- Adolf Stoecker, ein deutscher Führer im Gefolge Christi, Berlin: Wichern-Verl. 1935.
- Die Verkündigung des Wortes Gottes, Schwerin: Bahn 1936 (Schwerin: Bahn 1938, 3. u. 4. Aufl.; Hamburg: Wittig 1949, 5. Aufl.).
- Das Alte Testament in der Verkündigung, Schwerin: Bahn 1937.
- Ehre aus Gottes Händen, Berlin: Wichern-Verl. 1938.
- Aufgabe und Grenze der Gerichtspredigt, Leipzig: Deichert 1938.
- Unsere Predigt im Kriege, Potsdam: Stiftungsverl. [1940].
- Kreuz und Geist, Schwerin: Bahn 1940.
- Die Menschwerdung Gottes in der Theologie Johann Georg Hamanns, Tübingen: Furche-Verl. 1946 (Tübingen: Katzmann 1950, 2., erw. Aufl.).
- Unter Gottes Gericht und Gnade, Münster (Westf.): Regensberg 1946.
- Vom Recht der Kirche, Gütersloh: Bertelsmann 1947.
- Macht und Dienst, Gütersloh: Bertelsmann 1951.
- Von der Liebesarbeit der Kirche, Gütersloh: Rufer-Verl. 1952.
- Ist die Bibel Gottes Wort? Witten/Ruhr: Luther-Verl. 1953.
- Die Stillen im Lande, Bielefeld: Bechauf [1954].
- Evangelische Pädagogik und Katechetik, Gütersloh: Bertelsmann 1959.

### Herausgeber
- mit Otto Gründler: Zeitwende. Zeitschrift für Religions- und Geistesgeschichte, München: 1934ff.
- mit Walter Künneth: Die Nation vor Gott. Zur Botschaft der Kirche im Dritten Reich, Berlin : Wichern-Verl. 1937, 5. veränd. Aufl.